# هيلين واتلي
 هيلين أوليفيا بيكنيل واتلي(لايتوود ؛   مواليد 23 يونيو 1976) هي سياسية ضمن حزب المحافظين البريطاني والتي كانت وكيل الوزارة البرلماني للفنون والتراث والسياحة منذ 10 سبتمبر 2019 وعضوًا في برلمان فافيرشام و وسط كينت منذ 2015. كما أنها تشغل منصب نائب رئيس حزب المحافظين.
ولدت في نورويتش. تلقت تعليمها المبكر في مدرسة وستمنستر المستقلة في لندن. وبعد تخرجها من جامعة أكسفورد، عملت كمستشار إداري متدرب في برايس ووتر هاوس كوبرز. من عام 2007 إلى عام 2015، كما عملت كمستشار إداري في شركة ماكنزي في قسم الرعاية الصحية.

## حياتها المبكرة والعمل
ولدت هيلين اوليفيا بينكيل لايتوود في نورتش في 23 يونيو 1976, ونشات بالقرب من ريدهيل وساري كان والداها طبيبان   تلقت تعليمها في المدرسة الكاثوليكية الرومانية للفتيات قبل التحاقها في المرحلة السادسة بمدرسة وستمنستر المستقلة في لندن. وخلال سنوات دراستها اكتسبت هيلين خبرة كبيرة في المجال الطبي وذلك ب نية السير علي خطى والديها في الحياة الطبية. ولكن واتلي علقت في خطابها الأول ك نائب «ان هذا بدلا من تحفيزها نحو ملاحقة العمل اينما تستطيع تحسين الحالة الكلية ككل»
بعد ان تركت المدرسة، تعلمت اللغة الإنجليزية في ريف نيبال لمدة عام. ودرست لايتوود الفلسفة والسياسة والاقتصاد في جامعة ليدي مارجريت هول، في أكسفورد.  واثناء فترة تواجودها في أكسفورد، كانت عضوًا في مجتمع المناقشة في اتحاد أكسفورد، ولكنها لم يكن لديها أي اهتمام بسياسات الطلاب، قائلة بعد ذلك إنها شعرت أنه «لا يبدو أن الأمر يتعلق بإتمام الأمور».
بعد الجامعة، عملت في برايس ووترهاوس كوبرز لمدة عامين كمتدرب استشاري إداري قبل العمل في AOL حيث اهتمت لايتوود بالمشاركة في إنشاء خدمة أفلام الإنترنت الخاصة بهم.    بعد ذلك عملت كمستشارة للسياسة الإعلامية لوزير الدولة في ذلك الحين للثقافة والإعلام والرياضة والحزب المحافظ هوغو سواير. ألهمتها هذه التجربة لمتابعة مهنة السياسة.  في عام 2008، اختارت مجلة المجتمع البريطاني «تاتلر» واتلي كواحدة من بين عشرة نجوم صغار في حزب المحافظين، كما تم اخبارها بانها وزيرة الصحة المستقبلية 
فشلت واتلي اثناء خوضها انتخابات المملكة المتحدة لعام 2010 في دائرة كينغستون وسوربيتون عن حزب المحافظين، حيث خسرت أمام النائب الديمقراطي الليبرالي الحالي إد ديفي بأغلبية 7560 صوتًا (13.3 ٪).من عام 2007 إلى عام 2015، عملت واتلي كمدير مشارك في شركة الاستشارات الإدارية شركة & ماكنزي في قسم الرعاية الصحية. 

## الحياة البرلمانية
تم اختيار واتلي من قبل حزب المحافظين في فبراير 2015 للتنافس على مقعد فافيرشام و كينت الوسطى في قائمة مختصرة لجميع النساء. وكان النائب المحافظ السابق للدائرة الانتخابية هيو روبرتسون قد اختار في يناير عدم السعي لإعادة الانتخاب. كما أنها صنعت القائمة المختصرة لدوائر ويلدين وهامبشير الشمالية الشرقية وكامبريدجتشير الجنوبية وسانت ادموند بوري وبانبري.
تم انتخابها كنائبة لفافيرشام و كينت الوسطى في الانتخابات العامة لعام 2015 بأغلبية 24,895 صوتًا (54٪) وبأغلبية 16,652 (36.4٪). حيث تعتبر الدائرة الانتخابية كمقعد امن، قد مثلها النواب المحافظون منذ إنشائها في عام 1997. ركزت واتلي في خطابها الأول في 2 يونيو على خدمة الصحة الوطنية. وفي يوليو تم اختيارها لعضوية مجلس اختيار الصحة. في ديسمبر، كما صوتت لدعم خطط رئيس الوزراء ديفيد كاميرون لتنفيذ غارات جوية ضد داعش في سوريا.
قامت واتلي بدعم المملكة المتحدة الباقية داخل الاتحاد الأوروبي في استفتاء العضوية في يونيو 2016. وذكرت أن سبب ذلك هو أن العضوية البريطانية في الاتحاد الأوروبي تعني المزيد من النمو الاقتصادي والأمن ومستويات المعيشة للشعب البريطاني وايضا التأثير البريطاني في الشؤون الدولية.
في يوليو 2016، تم تعيين واتلي كأمين برلماني خاص (رئيسة المجموعة) لوزير التجارة الدولية جريغ هاندز في أكتوبر، تم اختيارها كرئيسة للمجموعة البرلمانية لجميع الأحزاب للصحة العقلية ولزارعي الفاكهة والخضروات.   وفي فبراير 2017، صوتت لدعم حركة الحكومة للاحتجاج بالمادة 50 لبدء عملية انسحاب المملكة المتحدة رسميًا من الاتحاد الأوروبي. على أي حال، أوضحت واتلي انها مازالت مؤيدة قرارها بشان احترام نتيجة الاستفتاء. 
في يناير 2017، واجهت واتلي الكثير من النقد من بعض السكان المحليين وذلك لتغريدها بحماس حول كونها متواجدة في حفل تنصيب الرئيس دونالد ترامب، وذلك يرجع إلى سياساته المثيرة للجدل. وقامت بالرد على ذلك بأنها كانت تمثل برلمانيين من المملكة المتحدة، وأنه من المهم بناء روابط مع الحلفاء الاجانب الرئيسيين.
شغلت مقعدها في الانتخابات العامة في يونيو 2017، مع 30390 (61.1 ٪) من الأصوات وأغلبية متزايدة بلغت 17,413 (35٪). بعد الانتخابات، أصبحت السكرتير الخاص البرلماني لوزيرة الدولة للتعليم ووزيرة شؤون المرأة والمساواة، جوستين غريننغ. كما أصبحت رئيسة رئيسة مجموعة الصحة والطب الخاص واستمرت في رئاسة مجموعة الصحة العقلية ومزارعي الفاكهة والخضروات.  
في يوليو 2017، تم انتقاد واتلي لقبولها الكثير من آلاف الجنيهات اثناء ضيافة الحكومة السعودية وذلك قبل البدء في الدفاع عن سجلها في مناقشة البرلمان. أعقب النقاش سؤالاً عاجلاً من النائب الليبرالي الديمقراطي النائب توم برايك بسبب مخاوف اعدام 14 رجلاً بتهمة ارتكاب جرائم ذات صلة بالاحتجاج، بما في ذلك عدد من الأطفال في وقت ارتكاب جرائمهم المزعومة. شجعت واتلي البرلمانيين على «انه من الضروري ان نضع في الاعتبار أن حكومة المملكة العربية السعودية تتخذ خطوات لتحسين الامور في مجال حقوق الإنسان»، ولكن تم انتقادها من قبل أحد أعضاء حزب العمال المعارض باعتباره «مدافعا عن النظام». 
في يناير 2018، تم تقليدها منصب رئيسة المجموعة لبراندون لويس، الوزير بدون حقيبة ورئيس حزب المحافظين.  وفي وقت اخر من نفس العام، أصبحت نائبة رئيس حزب المحافظين للنساء، بعد أن تنحت ماريا كولفيلد احتجاجًا على نهج الحكومة بشان خروج بريطانيا من الاتحاد الأوروبي. 
في عام 2019، قامت واتلي بالتصويت لصالح اتفاقية انسحاب بريكست من رئيسة الوزراء آنذاك تيريزا ماي. كما أعلنت معارضتها للاستفتاء على أي اتفاقية حول انسحاب المملكة المتحدة من الاتحاد البريطاني. في 17 أبريل، تمت ترقية واتلي إلى نائب رئيس حزب المحافظين.  في 10 سبتمبر، تم تعيينها وكيلة وزارة الخارجية البرلمانية للفنون والتراث والسياحة من قبل رئيس الوزراء بوريس جونسون. في الانتخابات العامة في ديسمبر، تمت إعادة عملية انتخابها بأغلبية متزايدة بلغت 21,976 (43.6٪)
في فبراير 2020 , انضمت واتلي الي قسم الصحة والرعاية الاجتماعية ك وزيرة للرعاية الاجتماعية.

### الحملات
في عام 2017، قامت بحملة لمنع حظر صيد الثعالب مع الكلاب في إنجلترا وويلز، مشيرة إلى أن ذلك لا يحمي الحيوانات.
قامت كذلك بحملة مع مجلس مقاطعة كينت بغرض افتتاح مدرستين جديدتين في ميدستون، وذلك لتقليل الضغط على الاماكن في المدرسة الابتدائية بالإضافة إلى توفير المزيد من الأماكن للأطفال ذوي الاحتياجات الخاصة. وقد ادى ذلك إلى افتتاح أكاديمية ميدستون الابتدائية والمدرسة الثانوية الخاصة، أكاديمية بيرستيد. 
كما قامت واتلي بشن حملة ضد خطة ميدستون المحلية (وثيقة سياسة تحدد إطار التنمية في المنطقة حتى عام 2031 ) لأنها شعرت أنه ليس لديهم التمويل الكافي لاجراء تحسينات في البنية التحتية والطرق ومن الممكن أن تضر بالمعالم المحلية مثل قلعة ليدز. كتب كل من واتلي وميدستون و ذا ويلد وهيلين جرانت إلى وزير الدولة للمجتمعات المحلية والحكم المحلي ساجد جافيد في سبتمبر 2017 للتدخل في هذه المسألة، لكنه رفض لأنه شعر أنه قرار يجب يتم اتخاذه محليًا.  قام مجلس ميدستون بورو باعتماد الخطة المحلية رسميا في أكتوبر.

## الحياة الشخصية
تعيش واتلي في لندن في قرية قريبة من فافيرشام.  تزوجت من ماركوس واتلي (و الذي التقت معه في جامعة أكسفورد) منذ عام 2005.  لديهم ثلاث أطفال. ماركوس هو المؤسس والرئيس التنفيذي المشارك لشركة الطاقة.   لديها أخ أكبر منها.  منذ عام 2015، كانت نائبة لرئيس فرع ميدستون في مينكاب الخيرية التعليمية.